# 歯磨剤

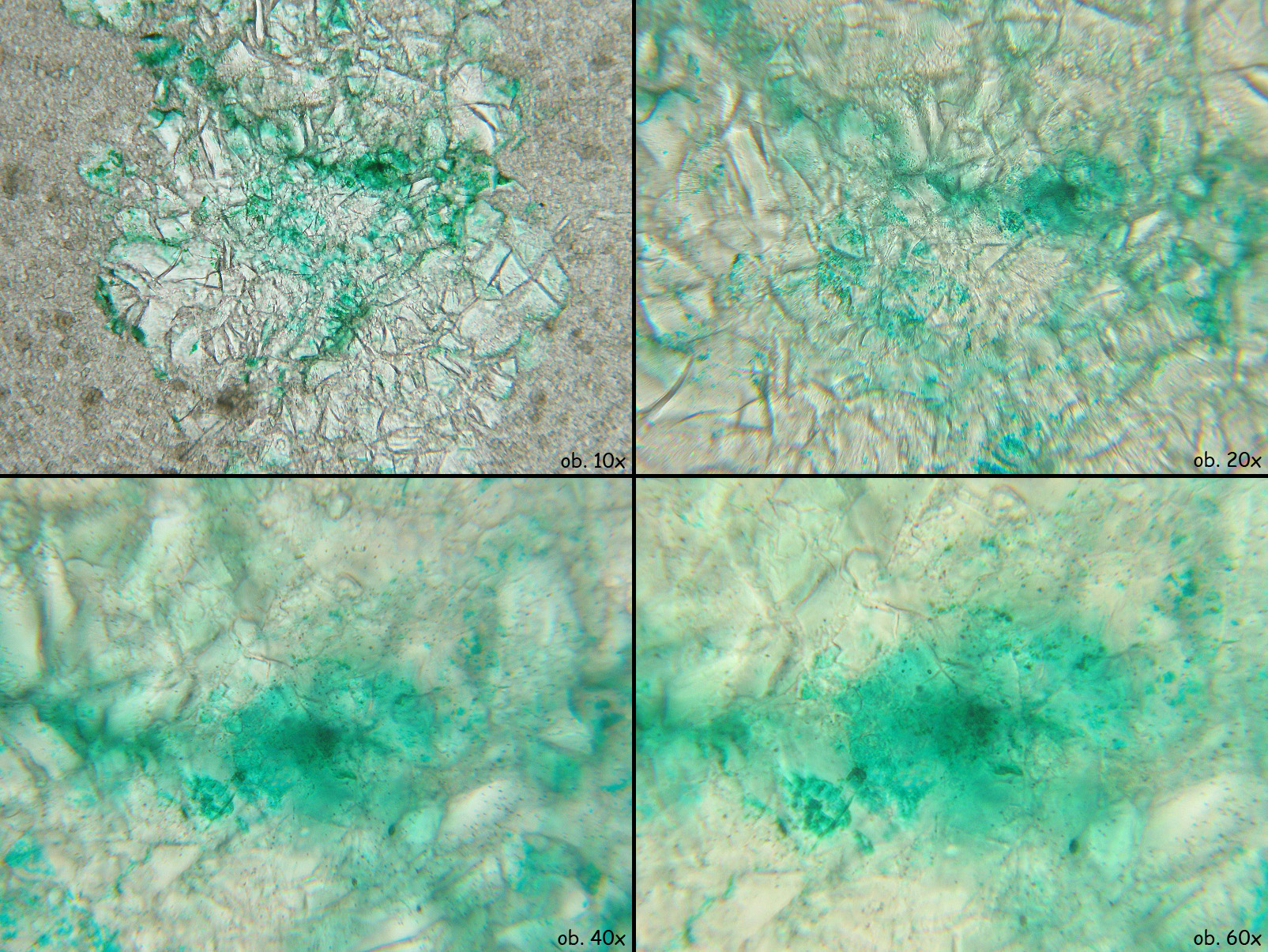
光学顕微鏡による拡大画像（左上：100倍、右上：200倍、左下：400倍、右下：600倍）

歯磨剤（しまざい、はみがきざい、英：dentifrice）とは、歯磨きの際に歯ブラシとともに用いて歯口清掃効果を高めたり歯口の病気を予防する等の効果がある、化粧品的および薬剤的製品の総称である。歯磨き剤（はみがきざい）ともいう。
かつては粉状の歯磨剤が主流であった。そのことから歯磨剤全般を日本語では「歯磨き粉（はみがきこ）」と呼び、それはこのタイプがほぼ姿を消した現代でも言葉として少しも廃れておらず、後述する練り歯磨きをもこの名で呼ぶ。現在一般的に使用されるタイプはチューブ入りのペーストであり、「練歯磨剤」「練歯磨き（ねりはみがき）」とも呼ばれている。歯磨剤は歯ブラシに適量を付着させて歯磨きに使用し、使用後は嚥下せずに吐き出すもの。
現代日本では、医薬品、医療機器等の品質、有効性及び安全性の確保等に関する法律により、化粧品および薬用化粧品（医薬部外品）に分類されている。

## 歴史
最初の歯磨剤は、紀元前1550年頃の古代エジプトの医学書の内容が記載されたパピルス（エーベルス・パピルス）に記載されたものであると言われている。そのエジプトでは、4世紀頃には食塩・黒胡椒・ミントの葉・アイリス（アヤメ属）の花を混ぜ合わせた粉末の歯磨剤が使用されていた。古代ローマでは、人間の尿に含まれているアンモニアが歯を白くするものと考えられ、尿が歯磨剤として用いられていた。
18世紀のアメリカ合衆国では、焦げたパンを混ぜた歯磨剤が使われていたことが明らかになった。また、「ドラゴンの血 (dragon's blood) 」と呼ばれる混合樹脂にシナモンや焦がしたミョウバンを混ぜた歯磨剤もあった。

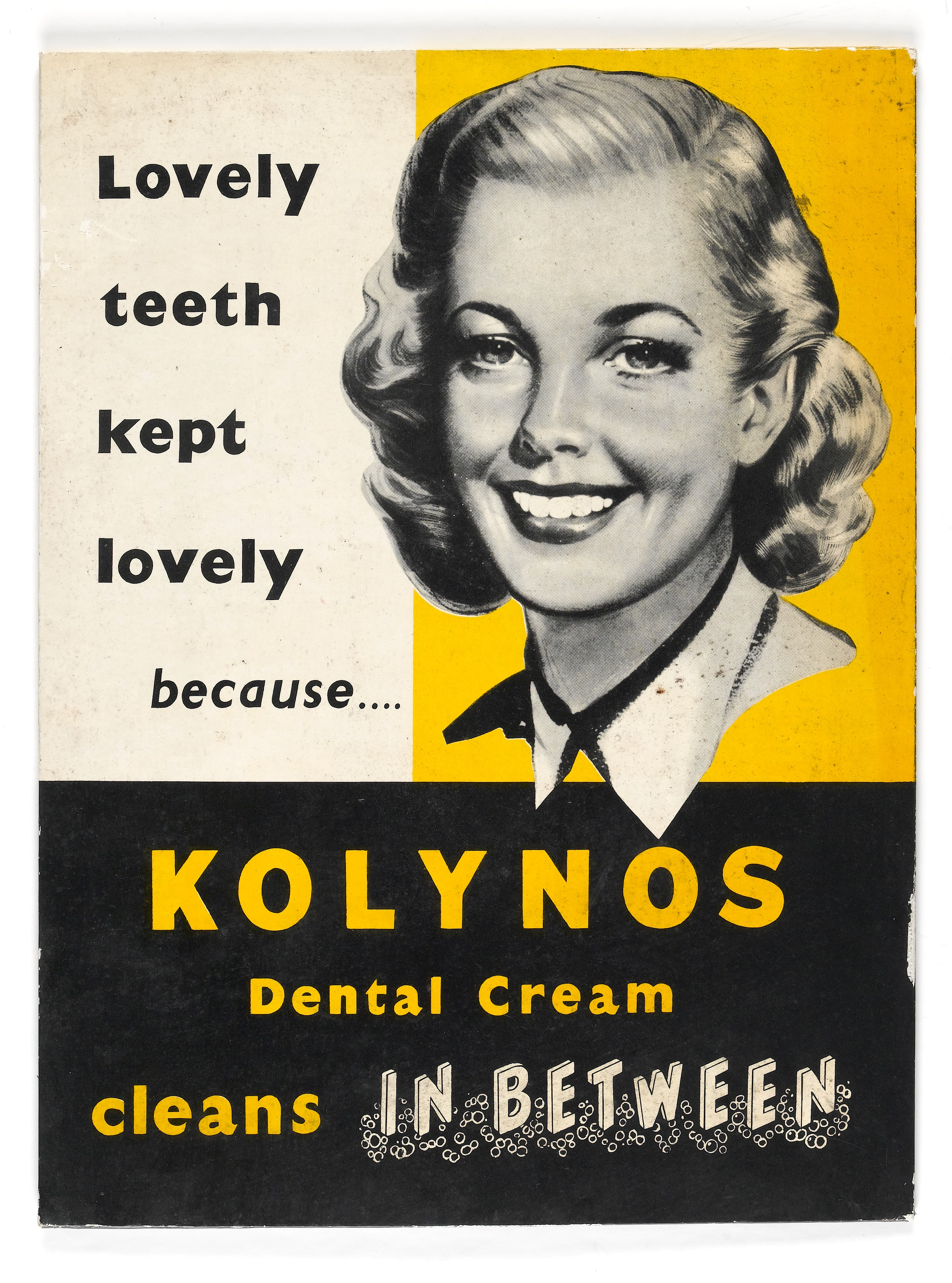
人気ブランド「コリノス」の、1940年代の広告ポスター（show card）

しかし、欧米で歯磨剤が広く用いられるようになったのは19世紀以降のことである。1800年代初頭には、歯磨きは主に歯ブラシと水だけで行われていた。その後間もなく粉末の歯磨剤が大衆に広まっていった。その頃の歯磨剤の多くは自家製で、チョークの粉・細かく砕いた煉瓦・食塩などがよく混ぜられていた。1866年、ある家庭百科事典は細かく砕いた木炭を歯磨剤に使用することを勧めた。また同事典は、その頃特許を取って市販されていた多くの歯磨剤は益よりも害が多いものだとして、大衆に注意を促した。
1900年頃になると、過酸化水素や炭酸水素ナトリウムを含むペースト状の歯磨剤が勧められるようになった。ペースト状の歯磨剤そのものは19世紀にはすでに売り出されていたが、粉末状のものに取って代わるようになったのは第一次世界大戦が終わる頃のことであった。現在のようなチューブに入ったペースト状の歯磨剤は、1896年にニューヨークでコルゲート社によって初めて売り出された。当初は、フッ素化合物は含まれておらず、無味なものが一般的であった。
1914年、フッ素化合物が配合された歯磨剤が初めて登場した。このフッ素配合歯磨剤は1937年にアメリカ歯科医師会 (American Dental Association) （ADA）が批判した。しかしその後も改良が続き、1950年代、ADAはフッ化物入りの歯磨剤を認証した。現在、フッ化物の適正使用量および制限は国によって異なる。アフリカ諸国の多くでは、アメリカ大陸よりもやや高い濃度でフッ化物を配合することが認められている。
最近では、人体の骨と親和性の高い燐灰石を含む歯磨剤が開発された。

### 日本
江戸時代初期にあたる寛永2年（1625年）、丁字屋喜左衛門が江戸で「丁字屋歯磨」「大明香薬」と呼ばれる歯磨き粉を発売した。この歯磨粉の成分は、房州の海岸で採れる琢砂という非常に目の細かい研磨砂に、丁字や龍脳などの各種漢方薬を配合したものであり、「歯を白くする」「口の悪しき匂いを去る」という売り文句が添えられていた。江戸の庶民は、この類の歯磨粉と房楊枝を使用して歯磨きを行うことが日常習慣となっており、当時の浅草寺には200軒もの房楊枝屋が並ぶほどの繁盛ぶりであった。

1888年（明治21年）には、福原有信ら三精社が経営する日本初の民間洋風薬局「資生堂」（東京銀座に所在）が、日本で初めて練歯磨「福原衛生歯磨石鹼」を発売した。
1916年（大正5年）にはライオン、資生堂からチューブ入り練り歯磨きが発売された。
1945年のソ連対日参戦に際して、ソ連軍が旧満州地区で徹底した破壊と略奪を行った際、歯磨粉も大量に持ち帰った。化粧品が出回らないため、おしろいの代わりに使用したのである。そのため、バイカル湖以東には歯磨粉臭のする女性が増えたという。
在日朝鮮人の帰還事業が始まった当初の北朝鮮では、歯磨き粉が一種類しかないので、消費物資の山に囲まれて生きてきた人にとっては、質が低いものが一種類しかないため不足感が生じる、と帰国者が日本の残留者（多くの場合は家族）に消費物資を求める手紙に記している。のち、観光客の一部受け入れが行われる時代になると、複数の種類が登場している。朝鮮人参の香りを配合した10ウォンの高級品もある。『デア・シュピーゲル』誌の記者が観光客として訪れた際「デパートに商品が少なく、ひとたびまともな商品が出ると、鉛筆売場でも歯磨売場でも長い行列になる」というレポートを記したことを、稲垣武が自著で紹介している。
ラバウルで自活を強いられた将兵であるが、「ラバウルでできないものは赤ん坊と歯磨粉だけ」と言われた。また、梨本伊都子が第一次世界大戦時に、宇都宮将校婦人会（当時、夫の守正王は第14師団隷下の歩兵第28旅団長であった）で慰問袋を作った際には、半紙五帖・鉛筆三本・封筒五十枚・楊枝五本・巻紙一本・ライオンはみがき小袋三つが一袋の中身であった（これは1914年10月14日の伊都子の日記に書き残されている。袋に入れた半紙は1銭7厘、鉛筆は1ダース18銭、封筒は100枚8銭、巻紙は9銭と書かれている。楊枝とはみがきの価格は書かれていない）。

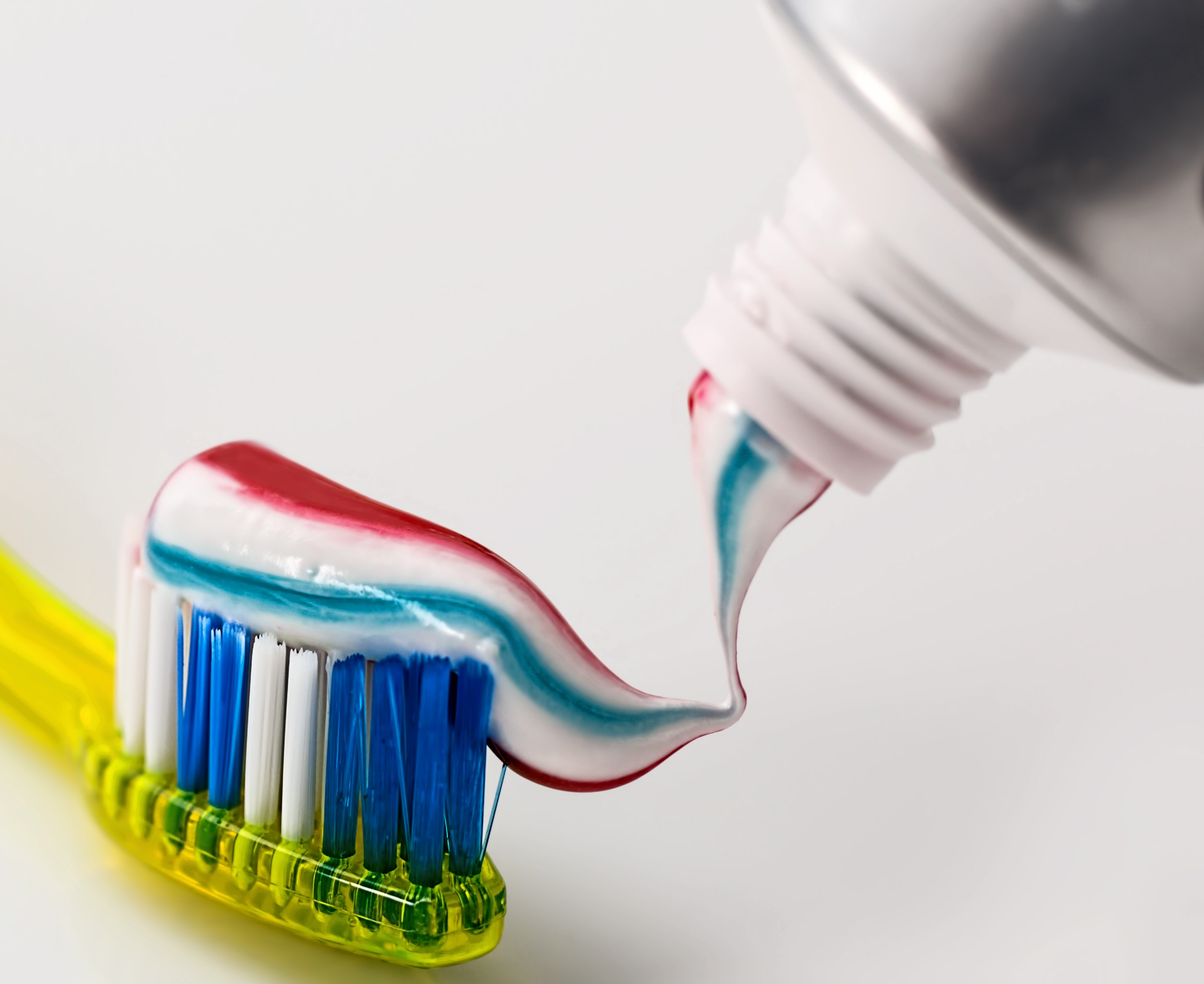
たっぷり使うイメージ

戦後（第二次世界大戦後）の高度経済成長期を中心にした時代のテレビCMやペースト状の歯磨剤の商品パッケージには、ペーストを歯ブラシのヘッド（ブラシ）の幅いっぱいまでたっぷり付けているイメージの映像やイラストが溢れていた。なるべく多く消費してもらいたいというメーカー側の意向が強く反映されていたものと考えられるが、こういった表現は平成時代ごろには無くなっていった。市販品の歯磨剤は誤って大量に摂取しても安全なように作られていることが多く、フッ素含有量の極めて高い商品を子供が経口してしまうなど、通常使用の範囲外でない限り問題にはならないものの、専門家の言うには、小さなヘッド全体の3分の1程度になる長さを載せて磨くのが良いとのことである。

### 年表
ここでは、特筆性のある事象（歯磨剤とそれに何らかの形で深く関連している諸事）を、分類することなく時系列で掲載する。
- 紀元前1550年頃 - 古代エジプトの医学書に歯磨剤の記述があり、既知で世界最古の記録と考えられる。
- 4世紀頃 - 古代エジプトでは、食塩・黒胡椒・ミントの葉・アイリス（アヤメ属）の花を混ぜ合わせた粉末の歯磨剤が使用されていた。
- 古代ローマ時代 - 人間の尿に含まれているアンモニアが歯を白くするものと考えられ、尿が歯磨剤として用いられていた。
- 寛永2年（1625年、江戸時代初期） - 丁字屋喜左衛門が、歯磨粉「丁字屋歯磨」「大明香薬」を江戸で発売。
- 18世紀 - アメリカ合衆国では、焦げたパンを混ぜた歯磨剤が使われていた。
- 1888年（明治21年） - 日本初の民間洋風薬局「資生堂」（東京銀座に所在）が、日本で初めて練歯磨「福原衛生歯磨石鹼」を発売[11]。
- 1900年頃 - 欧米で、過酸化水素や炭酸水素ナトリウムを含むペースト状の歯磨剤が勧められるようになる。
- 1913年 - 日本でアルミ容器入りの練り歯磨き、水歯磨きが発売される[21]。
- 1914年 - [どこ?]で、フッ素化合物を配合した歯磨剤が世界で初めて登場する。
- 1937年 - アメリカ歯科医師会 (American Dental Association) （ADA）が、フッ素配合歯磨剤を批判。
- 1925年（大正14年） - 寿屋（現：サントリー）が「スモカ歯磨」を発売。
- 1932年（昭和7年） - 経営難に陥った寿屋がブランド「スモカ歯磨」を手放し、譲渡された藤野勝太郎が寿毛加社（現：スモカ歯磨株式会社）を創立して引き継ぐ。
- 1950年代 - フッ素配合歯磨剤の改良が進み、アメリカ歯科医師会が認証する。
- 1964年（昭和39年）2月 - ライオンが「デンター」を発売。
- 1978年（昭和53年） - 佐藤製薬がドイツ・マダウス社のPARODONTAXを日本向けに処方した、歯磨剤としては日本初の医薬品である「アセス」を発売。
- 1981年（昭和56年）
  - ライオンが「クリニカ」を発売。
  - サンスターがグラクソ・スミスクラインとブランド販売契約を交わし、日本で「アクアフレッシュ」を発売。なお、この契約は1997年（平成9年）に契約終了した。現在（2020年（令和2年）時点）ではアース製薬が契約販売している。
- 1989年（昭和64年/平成元年） - サンスターが、J・O・バトラー社（J.O.Butler. 現：サンスターアメリカズ〈SunStar Americas〉）を買収し、後者のブランドであった「G・U・M（ガム）」を日本で発売する。
- 1990年（平成2年） - 花王が「クリアクリーン」を発売。
- 1993年（平成5年）
  - 日本で、ハイドロキシアパタイト（水酸燐灰石）が当局から薬用成分としての認可を受ける。
  - サンギが、ハイドロキシアパタイトの薬効を謳う「アパガード」を日本で発売する。
- 1998年（平成10年） - サンスターが「Ora2（オーラツー）」を発売。

## 成分
歯磨剤の基本成分は研磨剤と発泡剤を主成分とし（ただし、ともに必須ではない。発泡剤無しの歯磨剤を『ノンフォームハミガキ』と称することがある）、他の成分としては保湿剤や結合材などの配合がなされることがある。また、近年、フッ素を始めとする薬用成分が含まれる歯磨剤が増加している。日本では、薬事法により、基本成分のみの歯磨剤は化粧品歯磨剤に、基本成分のほかに薬用成分が含まれている歯磨剤は医薬部外品歯磨剤に分類される（薬事法第2条）。少数であるが、医薬品の歯磨剤も存在する。

### 基本成分

#### 研磨剤（清掃剤）
炭酸カルシウム、水酸アパタイト、リン酸水素カルシウム、水酸化アルミニウム、アルミナ（酸化アルミニウム）、シリカ（二酸化ケイ素）等が使われる。

#### 発泡剤
ラウロイルサルコシンソーダ、ラウリル硫酸ナトリウム、ショ糖脂肪酸エステル、石ケン素地、アルキルグリコシド等が使われる。

#### 保湿剤
ソルビトール（ソルビット）、グリセリン、プロピレングリコール等が使われる。

#### 結合材
アルギン酸ナトリウム、カルボキシメチルセルロース等が使われる。

### 薬効成分

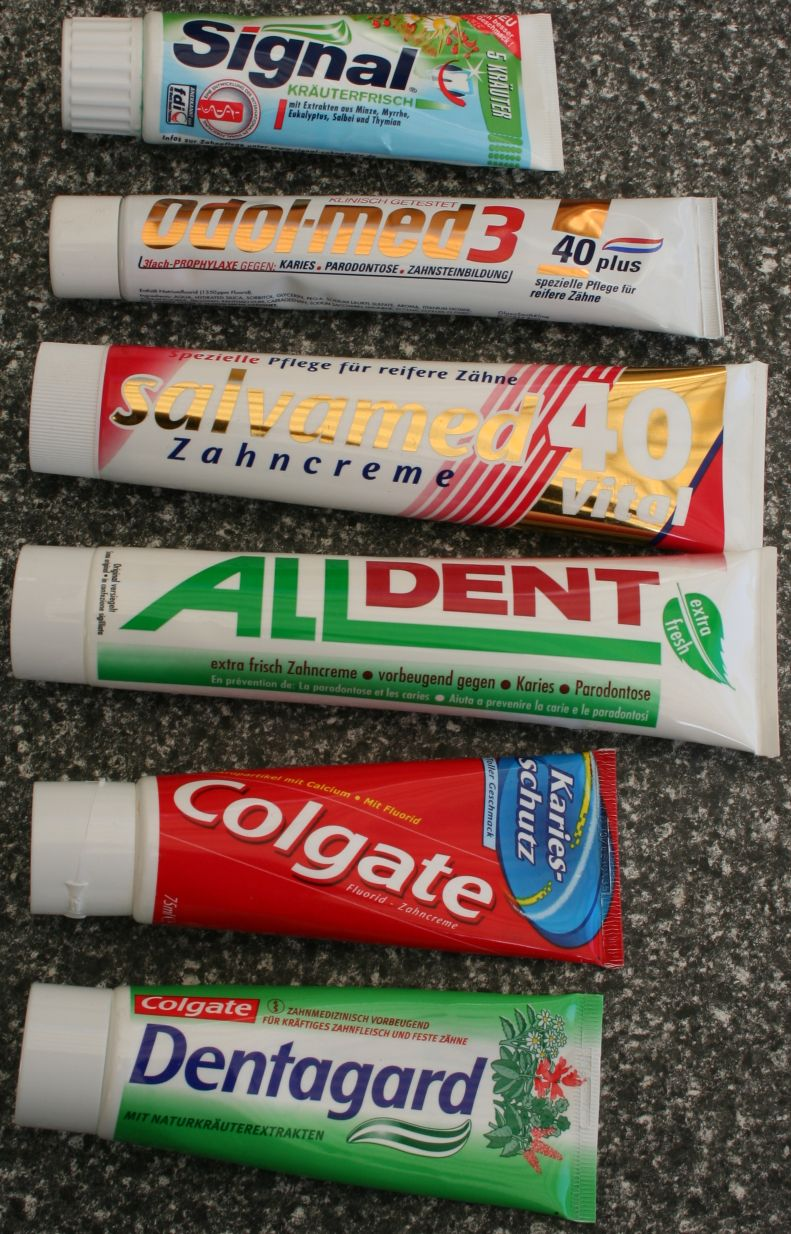
薬効成分を大きく謳ったブランドの例

フッ化物（フッ化ナトリウム、モノフルオロリン酸ナトリウム、フッ化スズ）が最もよく知られ、有効性が確立されている薬効成分であり、う蝕予防の目的で入れられており、1990年のFDIの調査で口腔保健の先進国では90%を超える普及率を示している。日本では、近年になってフッ素が含まれている歯磨剤のシェアが上昇しているが、2008年現在で市販されている歯磨剤のうち、フッ化物配合歯磨剤は89%である。日本においては薬事法によりフッ化物イオン濃度は1000ppm以下に規制されており、市販のフッ化物配合歯磨剤における濃度はほぼ900ppmから950ppmであったが、2017年3月17日、規制が緩和され上限1500ppmとなった。
研磨剤の強力な製品には歯のホワイトニング効果、殺菌剤を添加したものには歯肉炎予防効果がある。
歯垢分解酵素のデキストラナーゼや、殺菌、歯垢形成抑制作用のあるクロルヘキシジン、血液循環促進・収斂・浮腫抑制作用のある塩化ナトリウム、消炎作用のある塩化リゾチームなどが知られる。
なお、21世紀における国民健康づくり運動において、学齢期におけるフッ化物配合歯磨剤使用者の割合を2010年までに90%以上とする目標が立てられた。1991年の調査では45.6%、平成16年国民健康・栄養調査結果の概要によると、1〜14歳児におけるフッ化物配合歯磨剤の利用割合は52.5%、最終報告では86.3%となっており、目標値の達成は出来なかったが、使用者がフッ化物配合か否かを認識していない可能性や、フッ化物配合歯磨剤が歯磨剤に占める割合は現在約90%となっていることから、実際の数字はさらに高いと考えられている。
水道水フッ化物添加地区では、1歳から3歳の間にフッ化物配合歯磨剤の過剰な嚥下をすると歯のフッ素症を誘発する恐れがあるため、アメリカで販売される歯磨剤の箱には、2歳から6歳児については、ピーサイズ（グリーンピース大）の歯磨剤を使用すること、歯磨きを大人が見守り、嚥下を最小限にするように、また、2歳以下の使用については医師、歯科医師に相談することと注意書きが記載されている。

## 製品形状

チューブ式の構造図

製品として存在する歯磨剤の形状としては、樹脂や金属のチューブに詰められたものが世界的に最も普及している。その他、缶や瓶に詰められたものもある。
星新一が収集したアメリカの一コマ漫画のうち死刑囚を扱った作品で、いよいよ処刑となって独房から出て行く囚人がチューブからハミガキを洗面器に全部しぼり出すというものがある。星は「なんという豪華な快楽。いくらかの金があれば可能とはいうものの、あなたにやってみる勇気がありますか」とコメントしている。
歯磨剤には食塩、クロモジ、キンマ等が使用されていることもある。梅干しを裏ごししたもので歯を磨くという方法を辰巳浜子が紹介している。口の中がすっきりして朝のお茶もご飯もすがすがしくいただける、と記している。
喫煙の習慣によって歯についた脂を除去するための「ヤニ取り歯磨き」という商品もあり、このタイプは粉末で缶に詰められている場合が多い。スモカ歯磨の同名製品や、ライオンの「タバコライオン」などが缶入りである。

## ブラッシング
ライオンの山本は歯磨剤を使用することで歯垢除去を促進し、再付着・再形成を防ぐことがわかっているとしている。ただし、研磨剤を含む特性上歯磨きを長時間行うことは歯を過剰に研磨することになり、エナメル質が剥げ落ちて、虫歯になりやすい状態になる。また、歯磨剤には芳香剤が含まれているので爽快感を得られる。このため、実際はブラッシングが不十分でも十分に清掃できたと判断してしまうという課題がある。
乳幼児に対するブラッシングでは専用の歯ブラシに専用の歯磨剤を用いる。乳幼児の歯は柔らかく、一般の歯磨剤を用いたブラッシングでは歯の表面を傷つけ虫歯の下地となるためである。

## 歯磨剤と電動歯ブラシ
電動歯ブラシは、歯磨剤を付けずとも効率的にブラッシングできるため、基本的に歯磨剤は不要といえる。大手電動歯ブラシメーカー（パナソニック・フィリップス・ブラウン）の見解においても歯磨剤は基本的に不要としている。また、歯磨剤を付ける場合には研磨剤と清掃剤を含まない「ジェルタイプ」の歯磨剤が推奨されている。ただし、メーカーによっては歯磨剤を推奨している場合もあるので一概には言えない。

## 主な製品

### 世界[37][38][39]
- ヘイリオン (Haleon) 
  - マクリーンズ (Macleans) 
  - アクアフレッシュ (Aquafresh) 
  - センソダイン (Sensodyne)  - 日本名：シュミテクト。
- コルゲート・パーモリーブ (Colgate-Palmolive) 
  - コルゲート (Colgate)
- プロクター・アンド・ギャンブル (Procter & Gamble) 
  - クレスト (Crest)
- ユニリーバ (Unilever)  シグナル (Signal)
- Sunstar（サンスター） (Sunstar)  GUM (GUM)

### 日本
- スモカ歯磨 社名と同名の「スモカ歯磨」 - 1925年（大正14年）に寿屋（現：サントリー）から発売された。経営難に陥った寿屋がブランドは手放した1932年（昭和7年）に当社が引き継いだ。
- ライオン
  - デンター - 1964年（昭和39年）2月発売。
  - エチケット - 1968年（昭和43年）発売。
  - クリニカ - 1981年（昭和56年）発売。
  - デントヘルス - 1993年（平成5年）発売。
- サンスター
  - セッチマ - 1966年（昭和41年）にドイツからの輸入品として発売し、1985年（昭和60年）より自社生産。
  - G・U・M（ガム） - J・O・バトラー社（J.O.Butler. 現：サンスターアメリカズ〈SunStar Americas〉）を買収したことにより、1989年（昭和64年/平成元年）から発売。
  - Ora2（オーラツー） - 1998年（平成10年）発売。
- 花王
  - ガードハロー - コルゲート・パーモリーブとの提携により1970年（昭和45年）に発売された。2022年（令和4年）10月製造終了。
  - クリアクリーン - 1990年（平成2年）発売。
  - ピュオーラ - 2006年（平成18年）発売。
  - ディープクリーン - 2010年（平成22年）発売。
- 佐藤製薬 アセス - マダウス社が開発したPARODONTAXを日本向けに処方して1978年（昭和53年）に発売された。国内唯一の医薬品。
- アース製薬 アクアフレッシュ - ビーチャム製薬（現：グラクソ・スミスクライン）のブランドをサンスターが1981年（昭和56年）に発売。1997年（平成9年）にスミスクライン・ビーチャム製薬（現：グラクソ・スミスクライン）日本法人に、2002年（平成14年）にアース製薬に移管。
- 久光製薬 ラカルト - ベーリンガーインゲルハイムとの提携でエスエス製薬より1982年（昭和57年）に発売された。2023年（令和5年）より久光製薬に移管。
- サンギ アパガード - ハイドロキシアパタイト（水酸燐灰石）が当局から薬用成分としての認可を受けた1993年（平成5年）に発売された。
- 丹平製薬 フレッシュエア - 1995年（平成7年）発売。
- 小林製薬
  - 生葉 - 2000年（平成12年）発売。
  - スミガキ - 2003年（平成15年）発売。
  - ゼローラ - 2021年（令和3年）発売。
- シャボン玉石けん せっけんハミガキ - 2001年（平成13年）発売。
- ウエルテック コンクール - 2002年（平成14年）発売。
- 大正製薬 デントウェル - 2003年（平成15年）発売。
- サラヤ
  - アラウ. - 2003年（平成15年）発売。
  - クルクリン - 2020年（令和2年）発売。
- ネイチャーラボ トゥービー - 2012年（平成24年）発売。
- 第一三共ヘルスケア
  - クリーンデンタル - 2013年（平成25年）発売。
  - ブレスラボ - 2018年（平成30年）発売。
- ロート製薬 ハレス - 2019年（平成31年/令和元年）発売。
- ゼリア新薬工業 マスデント - 2023年（令和5年）発売。